# Piper puraceanum
Piper puraceanum är en pepparväxtart som beskrevs av Trel. & Yunck.. Piper puraceanum ingår i släktet Piper och familjen pepparväxter. Inga underarter finns listade i Catalogue of Life.